# گایوس ژولیوس الکساندر
گایوس ژولیوس الکساندر (به یونانی: Γαίος Ιούλιος Αλέξανδρος) شاهزاده هرودیایی بود که در سده اول و سده دوم در امپراتوری روم زندگی می‌کرد.
الکساندر اصالت یهودی، نبطی، ادومی، یونانی، ارمنی و ایرانی داشت. او پسر تیگران ششم ارمنستان، شاهزاده هرودیان که بعدا پادشاه شد، بود و همسرش اوپگالی نام داشت. در بهار سال ۵۸ پدرش توسط نرون امپراتور روم به عنوان پادشاه ارمنستان تاجگذاری کرد و تا سال ۶۳ حکومت کرد. اسکندر خواهری به نام جولیا داشت که با سناتور رومی آناتولی مارکوس پلانسیوس واروس ازدواج کرد.